# دانکن تاکر
دانکن تاکر (انگلیسی: Duncan Tucker؛ زادهٔ ) یک کارگردان، فیلم‌نامه‌نویس، و تهیه‌کننده اهل ایالات متحده آمریکا است.